# Victoria Abril
Victoria Abril tên khai sinh là Victoria Merida Rojas, sinh ngày 4.7.1959 tại Madrid, là một nữ ca sĩ kiêm diễn viên điện ảnh Tây Ban Nha. Chị nổi tiếng quốc tế về vai diễn trong phim ¡Átame! (Tie Me Up! Tie Me Down!) của đạo diễn Pedro Almodóvar.
Ngoài các phim của Tây Ban Nha, chị cũng tham gia đóng phim ở Pháp, Ý và Iceland. Chị đã được đề cử 8 lần cho giải Goya cho nữ diễn viên chính xuất sắc nhất và đoạt giải một lần.
Ngoài việc diễn xuất, chị cũng làm ca sĩ; năm 2005 chị đã phát hành album nhạc bossanova-jazz đầu tiên là PutchEros do Brasil. Chị cũng đã đại diện cho Tây Ban Nha trong cuộc thi Eurovision Song Contest năm 1979 với bài "Bang-Bang-Bang" nhưng chỉ đoạt hạng tam, thua Betty Missiego.

## Tiểu sử & Sự nghiệp
Được người mẹ làm y tá nuôi dưỡng, Victoria sống ở Malaga, rồi Madrid. Thiên hướng ban đầu của chị là môn vũ cổ điển mà chi tập từ thời niên thiếu.
Chị bước vào điện ảnh năm 1975 trong phim Obsession của đạo diễn Francisco Lara Polop. Năm 16 tuổi, chị đã đóng phim bên cạnh Audrey Hepburn và Sean Connery trong phim La Rose et la Flèche. Trong thời gian này, chị đã đổi tên thành Abril. Chị đã tiến một bước quan trọng trong diễn xuất khi làm việc với đạo diễn Vicente Aranda. Ông ta đã cho chị đóng vai chính trong phim Cambio de sexo năm 1977 và chị được coi là một trong các nữ diễn viên triển vọng nhất của Tây Ban Nha. Sau đó chị còn xuất hiện trong nhiều phim của đạo diễn này.
Năm 1976, chị làm người giới thiệu và hoạt náo viên cho chương trình truyền hình Tây Ban Nha trong các trò chơi Uno, dos, tres, Responda otra vez và 625 lineas. Sau đó, chị cộng tác với nhiều đạo diễn Tây Ban Nha khác, trong đó có Francisco Lara Polop, Carlos Saura và nhất là Pedro Almodóvar.
Năm 1982, chị chuyển sang cư ngụ ở Paris với người tình Gérard de Battista. Họ có hai con trai Martín và Félix.
Năm 1990, chị nổi tiếng trong phim ¡Átame! (Tie Me Up! Tie Me Down!) của Pedro Almodóvar. Năm 1991, Victoria Abril đoạt giải Gấu bạc cho nữ diễn viên xuất sắc nhất của Liên hoan phim Berlin cho vai diễn trong phim Amantes của đạo diễn Vicente Aranda.
Năm 1993, chị sang Hollywood đóng phim Jimmy Hollywood do Barry Levinson đạo diễn. Năm 1996, chị đoạt Giải Goya cho nữ diễn viên chính xuất sắc nhất cho vai diễn trong phim Nadie hablará de nosotras cuando hayamos muerto của đạo diễn Agustin Diaz Yanes.
Tại Pháp, chị được khán giả biết đế nhiều nhờ các vai diễn trong các phim La Lune dans le caniveau (1983), Talons aiguilles (1991), Kika (1993) và nhất là phim hài Gazon maudit (1995) trong vai vợ của diễn viên Alain Chabat.
Ở Tây Ban Nha, chị cũng diễn xuất trên sân khấu. Ngoài ra chị còn là một nữ ca sĩ, đã xuất bản 5 đĩa ở Tây Ban Nha.

## Danh mục phim
- 2008
  - Sólo quiero caminar, de Agustín Díaz Yanes
- 2007
  - Óscar, una pasión surrealista, de Lucas Fernández
- 2006
  - El camino de los ingleses, de Antonio Banderas
- 2005
  - Tirante el Blanco (Tirant lo Blanc), de Vicente Aranda
  - Carne de neón -cortometraje-, de Paco Cabezas
  - Les aristos, de Charlotte de Turckheim
- 2004
  - Cause toujours, de Jeanne Labrune
  - La gente honrada (Les gens honnêtes vivent en France), de Bob Decout
  - Escuela de seducción, de Javier Balaguer
- 2003
  - Kaena: La profecía (Kaéna: La Prophétie) - Voz -, de Chris Delaporte y Pascal Pinon
  - Incautos, de Miguel Bardem
  - El séptimo día, de Carlos Saura
- 2002
  - Et après?, de Mohamed Ismail
- 2001
  - Mi marido es una ruina (Mari del sud), de Marcello Cesena
  - Sin noticias de Dios, de Agustín Díaz Yanes
- 2000
  - La ruta hacia El Dorado (The Road to El Dorado) - Voz -, de Eric Bibo Bergeron y Don Paul
- 1999
  - 101 Reykjavík, de Baltasar Kormákur
- 1998
  - Entre las piernas, de Manuel Gómez Pereira
  - Mamá, preséntame a papá (Mon père, ma mère, mes frères et mes sœurs), de Charlotte de Turckheim
- 1997
  - La mujer del cosmonauta (La femme du cosmonaute), de Jacques Monnet
- 1996
  - Libertarias, de Vicente Aranda
- 1995
  - Nadie hablará de nosotras cuando hayamos muerto, de Agustín Díaz Yanes
- 1994
  - Casque bleu, de Gérard Jugnot
  - Felpudo maldito (Gazon maudit), de Josiane Balasko
  - Jimmy Hollywood, de Barry Levinson
- 1993
  - Intruso, de Vicente Aranda
  - Kika, de Pedro Almodóvar
- 1992
  - Demasiado corazón, de Eduardo Campoy
- 1991
  - Amantes, de Vicente Aranda
  - Una época formidable (Une époque formidable), de Gérard Jugnot
  - Tacones lejanos, de Pedro Almodóvar
- 1990
  - Sandino, de Miguel Littín
  - A solas contigo, de Eduardo Campoy
- 1989
  - Si te dicen que caí, de Vicente Aranda
  - ¡Átame!, de Pedro Almodóvar
- 1988
  - Ada dans la jungle, de Gérard Zingg
  - Bâton Rouge, de Rafael Moleón
  - Sans peur et sans reproche, de Gérard Jugnot
- 1987
  - El Lute: camina o revienta, de Vicente Aranda
  - Barrios altos, de José Luis Berlanga
  - El juego más divertido, de Emilio Martínez Lázaro
  - El placer de matar, de Félix Rotaeta
- 1986
  - Max mi amor (Max mon amour), de Nagisa Oshima
  - Ternosecco, de Giancarlo Giannini
  - Tiempo de silencio, de Vicente Aranda
- 1985
  - Padre nuestro, de Francisco Regueiro
  - La hora bruja, de Jaime de Armiñán
- 1984
  - La última solución (L'addition), de Denis Amar
  - La noche más hermosa, de Manuel Gutiérrez Aragón
  - Río abajo (On the Line), de José Luis Borau
  - Rouge-Gorge, de Pierre Zucca
  - After Darkness, de Sergio Guerraz y Dominique Othenin-Girard
- 1983
  - Las bicicletas son para el verano, de Jaime Chávarri
  - Le voyage, de Michel Andrieu
  - La luna bajo el asfalto (La lune dans le caniveau), de Jean-Jacques Beineix
- 1982
  - Asesinato en el Comite Central, de Vicente Aranda
  - Entre paréntesis, de Simó Fàbregas y Gustavo Montiel Pagés
  - La colmena, de Mario Camus
  - Sem sombra de pecado, de José Fonseca e Costa
  - Le bâtard, de Bertrand Van Effenterre
  - J'ai épousé une ombre, de Robin Davis
- 1981
  - Yendo hacia ti (Comin' at Ya!), de Ferdinando Baldi
  - La batalla del porro, de Joan Minguell
  - La guerrillera (La guérilléra), de Pierre Kast
- 1980
  - La muchacha de las bragas de oro, de Vicente Aranda
  - Mater Amatísima, de José Antonio Salgot
  - Otra mujer (Le cœur à l'envers), de Franck Apprederis
  - Más vale pájaro en mano (Mieux vaut être riche et bien portant que fauché et mal foutu), de Max Pécas
  - La casa del paraíso, de Santiago San Miguel
- 1977
  - Doña Perfecta, de César Fernández Ardavín
  - Esposa y amante, de Angelino Fons
  - Cambio de sexo, de Vicente Aranda
- 1976
  - El hombre que supo amar, de Miguel Picazo
  - Caperucita y Roja, de Aitor Goirocelaya y Luis Revenga
  - El puente, de Juan Antonio Bardem
- 1975
  - Robin y Marian (Robin and Marian), de Richard Lester
- 1974
  - Obsesión, de Francisco Lara Polop

## Truyền hình
- Sandino (Miguel Littín, 1994)
- Los jinetes del alba (Vicente Aranda, 1991)
- La mujer de tu vida (capítulo La mujer lunática) (Emilio Martínez Lázaro, 1989)
- Los pazos de Ulloa (Gonzalo Suárez, 1985)
- La huella del crimen (Capítulo El crimen del capitán Sánchez) (Vicente Aranda, 1985)
- Télévision de chambre (capítulo Sous le signe du poisson) (Pierre Zucca, 1984)
- Estudio 1 (capítulo Cualquier miércoles) (1982)
- La Barraca (León Klimovsky, 1979)
- Un, dos, tres... responda otra vez (Narciso Ibáñez Serrador, 1976-1978)
- Los libros (capítulo La bien plantada) (1975)

## Đĩa hát
- Olala! (2007)
- Putcheros do Brasil (2005)

## Các giải thưởng & đề cử
Liên hoan phim quốc tế Berlin
| Năm  | Loại giải                                   | Phim    | Kết quả   |
| ---- | ------------------------------------------- | ------- | --------- |
| 1991 | Giải Gấu bạc cho nữ diễn viên xuất sắc nhất | Amantes | Đoạt giải |

Liên hoan phim quốc tế San Sebastián
| Năm  | Loại giải                        | Phim                                            | Kết quả   |
| ---- | -------------------------------- | ----------------------------------------------- | --------- |
| 1995 | Nữ diễn viên chính xuất sắc nhất | Nadie hablará de nosotras cuando hayamos muerto | Đoạt giải |
| 1987 | Nữ diễn viên chính xuất sắc nhất | El Lute: camina o revienta                      | Đoạt giải |

Giải César
| Năm  | Loại giải                                     | Phim                     | Kết quả |
| ---- | --------------------------------------------- | ------------------------ | ------- |
| 1984 | Giải César cho nữ diễn viên phụ xuất sắc nhất | L'addition               | Đề cử   |
| 1983 | Giải César cho nữ diễn viên phụ xuất sắc nhất | La lune dans le caniveau | Đề cử   |

Giải Goya
| Năm  | Loại giải                                      | Phim                                            | Kết quả   |
| ---- | ---------------------------------------------- | ----------------------------------------------- | --------- |
| 2004 | Giải Goya cho nữ diễn viên phụ xuất sắc nhất   | El séptimo día                                  | Đề cử     |
| 2001 | Giải Goya cho nữ diễn viên chính xuất sắc nhất | Sin noticias de Dios                            | Đề cử     |
| 1995 | Giải Goya cho nữ diễn viên chính xuất sắc nhất | Nadie hablará de nosotras cuando hayamos muerto | Đoạt giải |
| 1991 | Giải Goya cho nữ diễn viên chính xuất sắc nhất | Amantes                                         | Đề cử     |
| 1990 | Giải Goya cho nữ diễn viên chính xuất sắc nhất | ¡Átame!                                         | Đề cử     |
| 1989 | Giải Goya cho nữ diễn viên chính xuất sắc nhất | Si te dicen que caí                             | Đề cử     |
| 1988 | Giải Goya cho nữ diễn viên chính xuất sắc nhất | Bâton Rouge                                     | Đề cử     |
| 1987 | Giải Goya cho nữ diễn viên chính xuất sắc nhất | El Lute: camina o revienta                      | Đề cử     |
| 1986 | Giải Goya cho nữ diễn viên chính xuất sắc nhất | Tiempo de silencio                              | Đề cử     |

Giải Fotogramas de Plata
| Năm  | Loại giải                                                                  | Phim/TV Serie                                                                                                   | Kết quả         |
| ---- | -------------------------------------------------------------------------- | --- | --------------- |
| 2001 | Nữ diễn viên điện ảnh xuất sắc nhất                                        | Sin noticias de Dios                                                                                            | Đề cử           |
| 1995 | Nữ diễn viên điện ảnh xuất sắc nhất                                        | Nadie hablará de nosotras cuando hayamos muerto                                                                 | Đề cử           |
| 1993 | Nữ diễn viên điện ảnh xuất sắc nhất                                        | Intruso | Đề cử           |
| 1991 | Nữ diễn viên điện ảnh xuất sắc nhất                                        | Amantes Sandino Tacones lejanos                                                                                 | Đề cử           |
| 1990 | Nữ diễn viên điện ảnh xuất sắc nhất                                        | A solas contigo ¡Átame!                                                                                         | Đề cử           |
| 1989 | Nữ diễn viên điện ảnh xuất sắc nhất                                        | Si te dicen que caí                                                                                             | Đoạt giải       |
| 1988 | Nữ diễn viên điện ảnh xuất sắc nhất                                        | Bâton Rouge El juego más divertido El placer de matar                                                           | Đề cử           |
| 1987 | Nữ diễn viên điện ảnh xuất sắc nhất                                        | Barrios altos El Lute: camina o revienta                                                                        | Đoạt giải       |
| 1986 | Mejor actriz de cine                                                       | Tiempo de silencio                                                                                              | Đề cửa          |
| 1985 | Nữ diễn viên điện ảnh xuất sắc nhất Nữ diễn viên truyền hình xuất sắc nhất | L'addition La hora bruja Padre nuestro La huella del crimen 1: El crimen del Capitán Sánchez Los pazos de Ulloa | Đoạt giải Đề cử |
| 1984 | Nữ diễn viên điện ảnh xuất sắc nhất                                        | La noche más hermosa Las bicicletas son para el verano                                                          | Đề cử           |

Unión de Actores (Liên đoàn diễn viên)
| Năm  | Loại giải                        | Phim                                            | Kết quả   |
| ---- | -------------------------------- | ----------------------------------------------- | --------- |
| 2004 | Nữ diễn viên phụ xuất sắc nhất   | El séptimo día                                  | Đoạt giải |
| 2001 | Nữ diễn viên chính xuất sắc nhất | Sin noticias de Dios                            | Đề cử     |
| 1995 | Nữ diễn viên chính xuất sắc nhất | Nadie hablará de nosotras cuando hayamos muerto | Đoạt giải |

## Linh tinh
- Trước kia có một ban nhạc rock Argentina tên là Victoria Abril (theo tên của nữ diễn viên này), nhưng nay đã đổi thành ban nhạc Victoria Mil.